# Костянтин Миколайович
Великий князь Романов Костянтин Миколайович (рос. Романов Константин Николаевич; 9 вересня (21 вересня) 1827, Санкт-Петербург — 13 січня (25 січня) 1892, Павловськ) — генерал-адмірал, п'ята дитина і другий син російського імператора Миколи I і Олександри Федорівни. Молодший брат імператора Олександра II. Голова угруповання ліберальних бюрократів («костянтинівців»).

## Біографія

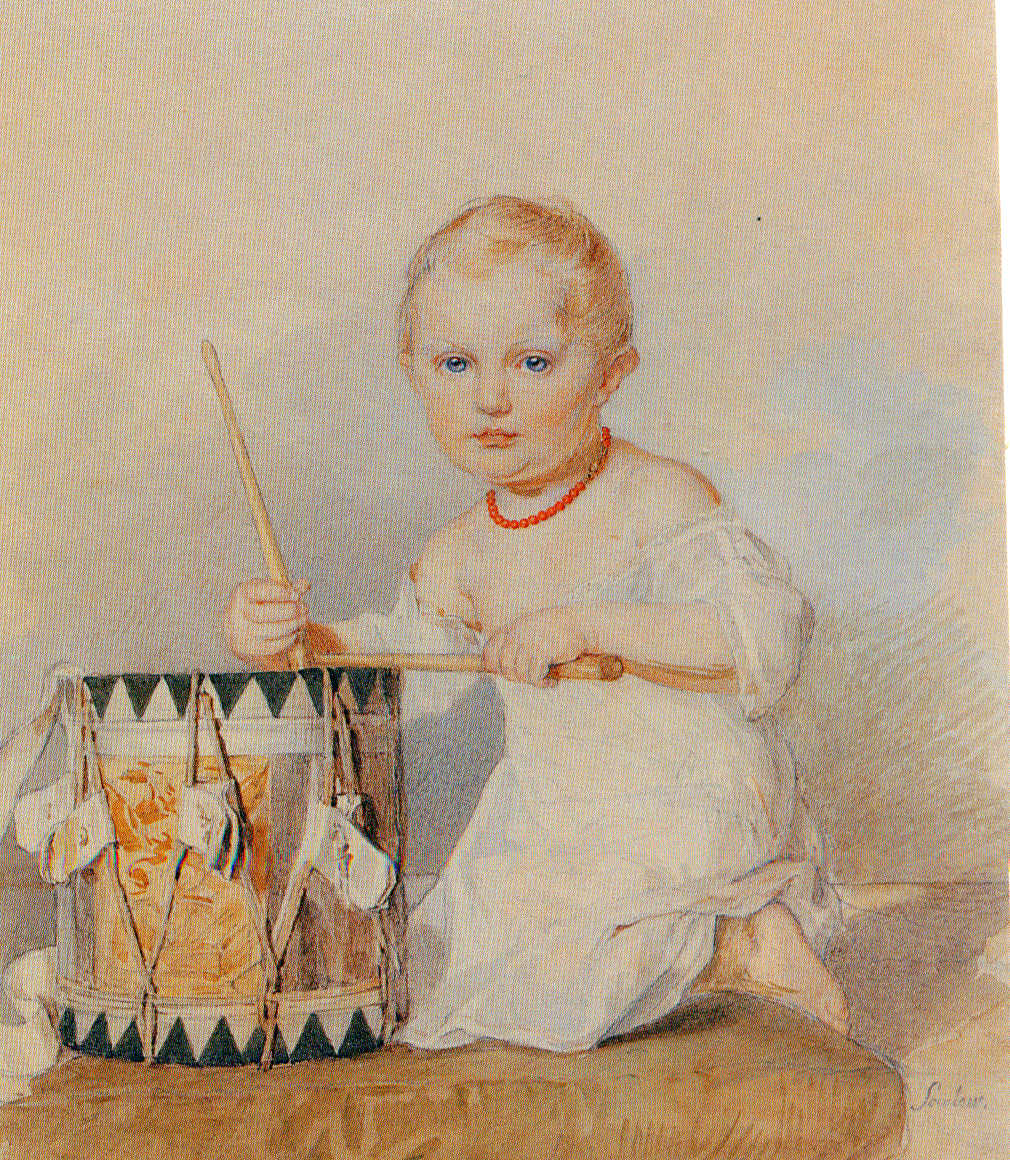
Костянтин наприкінці 1820-х років.

Костянтин Миколайович народився 9 вересня (21 вересня) 1827 року в Санкт-Петербурзі. Після народження Костянтина його батько вирішив, що той повинен зробити кар'єру військового моряка і з п'яти років довірив його виховання адміралу Федору Петровичу Літке. Великий вплив на нього справив також вихователь його брата Олександра — поет Василь Андрійович Жуковський.
У 1835 році супроводжував своїх батьків у поїздці до Німеччини. У 1843 і 1844 роках Костянтин Миколайович разом зі своїми братами Миколою і Михайлом проходив практику на люгері «Оранієнбаум», виходячи у Фінську затоку. У 1844 році призначений командиром брига «Улісс». У 1846 році проведений в капітани першого рангу і призначений командиром фрегата «Паллада». 30 серпня 1848 зарахований до Свиту Його Величності.
30 серпня (11 вересня) 1848 року в Петербурзі одружився зі своєю троюрідною сестроюі Олександрою Фридерике Генрієттою Пауліною Маріанною Елізабетою, п'ятою дочкою герцога Саксен-Альтенбурзького Йосипа (в православ'ї Олександра Йосипівна). У день весілля був проведений в контр-адмірали, призначений шефом Морського кадетського корпусу; шефом же лейб-гвардії Фінляндського полку був з 1831 року.
У 1849 році брав участь в Угорському поході, за який отримав орден Святого Георгія 4-го ступеня. У тому ж році призначений бути присутнім в Державному і Адміралтейств-радах. У 1850 році очолив Комітет для перегляду і доповнення загального зводу морських статутів і став членом Державної ради і Ради військово-навчальних закладів. У цей період велику роль зіграло його знайомство з статс-секретарем А. В. Головніним, призначеним складатися при великому князі. Залучив до роботи з перегляду статутів кращих людей флоту, сам особисто розглядав всі зауваження, що надходили.

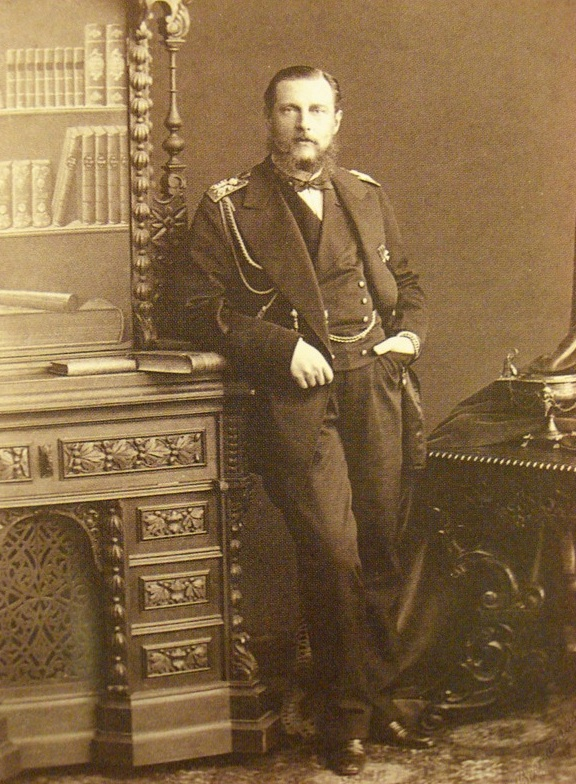
Великий князь Костянтин Миколайович

21 січня 1853 вступив в управління морським міністерством. Проведений у віце-адмірали. Під час Кримської війни Костянтин Миколайович брав участь у захисті Кронштадта від нападу англо-французького флоту, залучив талановитого організатора, інженера і підприємця М. І. Путілова для будівництва гвинтових канонерських човнів. Згідно з легендою, великий князь викликав його і сказав: 
|  | Чи можеш ти, Путілов, зробити неможливе? Побудувати до кінця навігації флотилію гвинтових канонерок для оборони Кронштадта? Грошей в казні немає-ось тобі мої особисті двісті тисяч. |

З 1855 року — адмірал, керуючий флотом і морським відомством на правах міністра. З 1860 року-головував в Адміралтейств-раді. Перший період його управління був ознаменований низкою важливих реформ: скорочено особовий склад берегових команд, спрощено діловодство, заведені емеритальні каси і пенсії відставникам. Як перехідний щабель між морським корпусом і офіцерством встановлено було звання гардемарина. Були засновані академічний курс і спеціальні мінні та артилерійські класи. Був скорочений термін військової служби з 25 до 10 років, повністю скасовані тілесні покарання, введена нова офіцерська форма, збільшено утримання самих офіцерів. При проведенні реформ розглянуті питання відкрито обговорювалися на сторінках журналу «Морський збірник», там же друкувалися звіти різних департаментів морського міністерства.
Дотримувався ліберальних цінностей, в 1857 році був обраний головою комітету зі звільнення селян, який розробив маніфест про звільнення селян від кріпосної залежності. Велику роль зіграв також в інших великих реформах свого брата Олександра II — судовій реформі і знищенні тілесних покарань в армії.
У 1862 році, після повалення в Греції в результаті повстання правлячого короля Оттона I (з роду Віттельсбахів), греки провели в кінці року плебісцит за вибором нового монарха. Бюлетенів з кандидатами не було, тому будь-який підданий Греції міг запропонувати свою кандидатуру або вид правління в країні. Результати були оприлюднені в лютому 1863 року. Серед тих, кого вписали греки, був і Костянтин Миколайович, який посів шосте місце з менш ніж 0,5 відсотками голосів. Правда, слід визнати, що представники російського, британського і французького царюючих будинків, згідно Лондонській конференції 1832 року, не могли займати грецький трон.
Намісник Царства Польського з червня 1862 року до жовтня 1863 року. Його намісництво припало на переддень польського повстання. Разом зі своїм заступником Олександром Велепольським намагався вести примирливу політику, провести ліберальні реформи. Незабаром після приїзду Костянтина Миколайовича до Варшави на нього було скоєно замах. Кравець-підмайстер Людовик Ярошинський вистрілив в нього в упор з пістолета ввечері 21 червня (4 липня) 1862 року, коли він виходив з театру, проте він був тільки легко поранений.
Польська війна підірвала вплив Костянтина Миколайовича на імператора, викликавши масу питань щодо мудрості його примирення щодо сепаратистів. Постріл Каракозова в царя (квітень 1866 року) спричинив відставку його протеже в уряді. У 1865 році він був призначений головою Державної ради і займав цей пост до вбивства вінценосного брата в 1881 році. Саме з ініціативи Костянтина Миколайовича була продана американська частина Російської імперії. Реальний його вплив на внутрішні справи після 1868 року був незначним.
Костянтин Миколайович соромився своєї короткозорості і мав славу людини грубою в спілкуванні. Якось отримавши від нього в подарунок окуляри, поет Ф. І. Тютчев помилково прийняв це за натяк на те, що він не помітив Костянтина Миколайовича на балу, і звернувся до великого князя з уїдливим віршем «Є багато дрібних, безіменних сузір'їв в горній височині…»

## Сімейне життя

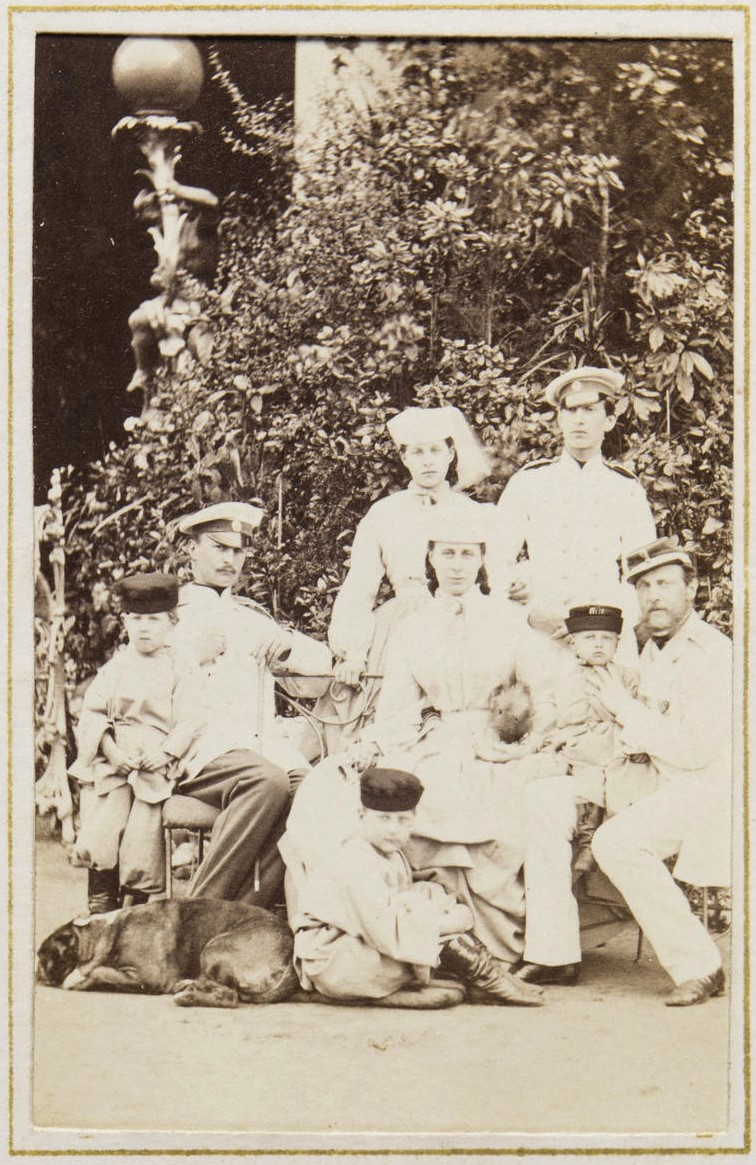
Костянтин Миколайович з сім'єю

Костянтин Миколайович перебував у шлюбі зі своєю троюрідною сестрою Александрою Саксен-Альтенбурзькою (у православ'ї — великою княгинею Олександрою Йосипівною). Діти:
- Микола Костянтинович (2 (14) лютого 1850 — 14 (27) січня 1918)
- Ольга Костянтинівна (22 серпня (3 вересня) 1851 — 19 червня 1926), Королева Еллінів, чоловік — грецький король Георг I
- Віра Костянтинівна (4 (16) лютого 1854 — 29 Березня (11 квітня) 1912; чоловік — Вільгельм Євген, герцог Вюртемберзький)
- Костянтин Костянтинович (10 (22) серпня 1858 — 2 (15) червня 1915; дружина — Єлизавета Маврикіївна, принцеса Саксен-Альтенбурзька)
- Дмитро Костянтинович (1 (13) червня 1860 — січень 1919)
- В'ячеслав Костянтинович (1 (13) липня 1862 — 15 (27) лютого 1879)

Через збільшення чисельного складу імператорської сім'ї Олександр III ухвалив рішення обмежити коло великих князів онуками правлячого імператора. Таким чином, онуки самого Костянтина Миколайовича, перші з яких з'явилися за кілька років до його смерті, ставали князями імператорської крові, що, зрозуміло, ущемляло їх династичні та майнові права. Це не поліпшило відносин Костянтина Миколайовича з імператором.
Гілка нащадків великого князя Костянтина Миколайовича в XX столітті отримала напівофіційну назву «Костянтиновичі». Син Дмитро був розстріляний, троє онуків (Іван, Костянтин, ігор Костянтиновичі) були вбиті більшовиками; Микола Костянтинович помер незабаром після революції від пневмонії. Чоловіча лінія гілки» «Костянтиновичів» припинилася в 1973 році, а жіноча — в 2007 році.

### Поза шлюбом
Після декількох років пристрасної любові до своєї красуні дружині, яка народила йому шістьох дітей, настало охолодження. Предметом його обожнювання стала танцівниця Санкт-Петербурзького Великого театру Анна Василівна Кузнєцова (1844-1922), побічна дочка великого трагіка Василя Андрійовича Каратигіна. Про все Костянтин Миколайович сам чесно розповів своїй дружині і закликав «дотримуватися пристойності». Від цього зв'язку народилися діти:
- Сергій (1874 — 1875)[17]
- Марина (1875 — 1941; чоловік— Олександр Павлович Єршов)
- Анна (1878 — 1920; чоловік — Микола Миколайович Лялін)
- Ізмаїл (1879 — 1886)
- Лев (1883 — 1886).

Про другу сім'ю великого князя знали багато. Імператор Олександр III ставився до поведінки дядька різко негативно, у нього перед очима був приклад матері імператриці Марії Олександрівни, яка мучилася через зв'язок чоловіка імператора Олександра II і княжни Долгорукової. Саме це, а не тільки лібералізм, стало причиною нерозположення Олександра III до дядька. Проте всім позашлюбним дітям в 1883 році імператор подарував по батькові «Костянтиновичі», прізвище «Князєви» і особисте дворянство, а в 1892 році — потомствене (фактично до цього моменту всі сини Костянтина і Кузнєцової померли в дитинстві, тому дворянський рід Князєвих був представлений тільки двома дочками, і прізвище далі не передавалася).

## Чини і звання
- Записаний на військову службу — 9 вересня 1827 року
- Генерал-адмірал — 22 серпня 1831 року
- Мічман — 9 вересня 1834 року
- Підпоручик — 9 вересня 1840 року
- Лейтенант — 25 червня 1843 року
- Штабскапітан — 26 березня 1844 року
- Капітан — 12 серпня 1844 року
- Флігель-ад'ютант — 9 вересня 1845 року
- Капітан 1 рангу — 25 червня 1846 року
- Свити Його Величності контрадмірал — 30 серпня 1848 року
- Генерал-ад'ютант — 26 листопада 1852 року
- Віце-адмірал — 19 квітня 1853 року
- Адмірал — 9 вересня 1855 року
- Шеф грузинського гренадерського полку (з 9 вересня 1827 року)
- Шеф лейб-гвардії Фінляндського полку (з 25 червня 1831 року)
- Шеф Гвардійського екіпажу (з 22 серпня 1831 року)
- Шеф Каргопольського драгунського полку (з 9 вересня 1842 року)
- Шеф Волинського уланського полку (з 30 вересня 1847 року)
- Шеф Морського кадетського корпусу (з 30 серпня 1848 року)
- Шеф Нарвського гусарського полку (з 19 вересня 1849 року)
- Шеф 29-го флотського екіпажу (з 17 квітня 1855 року)
- Шеф 1-го батальйону стрілецького полку імператорського прізвища (22 липня 1855 — 1 жовтня 1856)
- Шеф 1-го флотського екіпажу (з 26 вересня 1858 року)
- Шеф 21-го піхотного Муромського полку (з 19 лютого 1879 року)
- Шеф польського 3-го лінійного полку (з 9 вересня 1827 року)
- Шеф прусського гусарського № 9 полку (з 30 Листопада 1846 року)
- Шеф австрійського піхотного № 18 полку (з 14 грудня 1848 року)

## Нагороди
Ордени:
- Орден Андрія Первозванного (2 жовтня 1827 року)
- Орден Святого Олександра Невського (2 жовтня 1827 року)
- Орден Білого Орла (Російська імперія) (2 жовтня 1827 року)
- Орден Святої Анни 1-го ступеня (2 жовтня 1827 року)
- Орден святого Георгія (Російська імперія) 4-го ступеня (21 вересня 1849 року)
- Орден Святого Володимира 1-го ступеня (6 грудня 1853 року)
- Орден Святого Станіслава 1-го ступеня (1865)

Медалі:
- Медаль «За утихомирення Угорщини та Трансільванії» (28 лютого 1850 року)
- Медаль «У пам'ять війни 1853—1856» (26 серпня 1856 року)
- Медаль «За працю у справі звільнення селян від кріпацтва» (17 квітня 1861 року)
- Медаль «За упокорення польського заколоту» (1 січня 1865 року)
- Медаль «В пам'ять коронації імператора Олександра III» (3 листопада 1883 року)

Іноземні:
- Орден Чорного орла (Пруссія, 1838)
- Орден Серафимів (Швеція, 12.06.1838)
- Орден Нідерландського лева (Нідерланди, 1841)
- Орден Слона (Данія, 23.07.1844)
- Орден Святого Фердинанда за заслуги (Неаполь, 1845)
- Орден дому Саксен-Ернестіне (Саксен-Альтенбург, 1846)
- Орден Білого сокола (Саксен-Веймар, 1846)
- Орден Вюртемберзької корони (Вюртемберг, 1846)
- Орден Святого Георгія (Парма, 1847)
- Орден Святого Людовика (Парма, 1847)
- Орден Святого Губерта (Баварія, 1847)
- Орден Святого Георгія (Ганновер, 1847)
- Королівський гвельфський орден (Ганновер, 1847)
- Військовий орден Марії Терезії (Австрія, 21 серпня 1849 року)
- Pour le Mérite (Пруссія, 1849)
- Орден Віллема (Нідерланди, 1849)
- Орден Святого Бенедикта Авіського (Бразилія, 11 грудня 1849 року)
- Королівський угорський орден Святого Стефана (Австрія, 1849)
- Орден Заслуг герцога Петра-Фрідріха-Людвіга (Ольденбург, 1853)
- Орден Рутової корони (Саксонія, 1857)
- Орден Людвіга (Гессен-Дармштадт, 1857)
- Орден Вірності (Баден, 1857)
- Вищий орден Святого Благовіщення (Сардинія, 1857)
- Орден Почесного легіону (Франція, 1857)
- Орден Меджида (Туреччина, 1857)
- Орден Святого Олафа (Швеція, 5 липня 1875 року)
- Орден Карлоса III (Іспанія, 7 листопада 1880 року)

## Кіновтілення
- «Прощання з Петербургом» (1971) — Ігор Дмитрієв
- «Бідна Настя» (2003-2004) — Олексій Веселкін-молодший
- «Інститут шляхетних дівчат» (2010-2011); Таємниці Інституту шляхетних дівчат (2013) — Степан Старчиков

## Пам'ять
- Костянтинівська вулиця в Петергофі носить ім'я великого князя.
- Кубанська станиця Костянтинівська[18] і село Костіно під Петергофом, втрачена в роки Великої Вітчизняної війни, носять ім'я великого князя. Також його ім'ям названо великий Кронштадтський форт.

## Примітк и
1. 1 2  Мякотин В. А. Константин Николаевич // Энциклопедический словарь — СПб: Брокгауз — Ефрон, 1895. — Т. XVI. — С. 74.
2. ↑  Константин Николаевич // Русский биографический словарь — СПб: 1903. — Т. 9. — С. 120–155.
3. ↑  Ольга Константиновна // Энциклопедический словарь — СПб: Брокгауз — Ефрон, 1897. — Т. XXIа. — С. 911.
4. ↑  Ольга Константиновна // Военная энциклопедия — СПб: Иван Дмитриевич Сытин, 1914. — Т. 17. — С. 121.
5. ↑  Ольга Константиновна // Ньюфаундленд — Отто — 1916. — Т. 29. — С. 461.
6. 1 2  Lundy D. R. The Peerage
7. ↑  Зайончковський П. А. Скасування кріпосного права в Росії. М., 1968. С. 78.
8. ↑  Константин Николаевич // Русский биографический словарь : в 25 т. — СПб.—М., 1896—1918. (рос.)
9. ↑  Чернишов А. А. Російський вітрильний флот. Довідник. — М: Воєніздат, 2002. — Т. 2. — С. 126. — 480 с. — (Кораблі і судна Російського флоту). — 5000 прим. — ISBN 5-203-01789-1.
10. ↑  Його бабуся Марія Федорівна — молодша сестра її діда Людвіга Вюртемберзького.
11. ↑  In 1862, a Danish prince with only 0,00002 % of the vote was elected King Архівіровано 14 лютого 2015 року.
12. ↑  А. В. Головнін. Записки для небагатьох. СПб: Нестор-Історія, 2004. ISBN 5981870400. С. 437.
13. 1 2  Ф. І. Тютчев. Повне зібрання творів і письма. Т. 2. М., 2003. С. 450-451.
14. ↑  Родословная книга Всероссійскаго дворянства [Архівовано 6 квітня 2020 у Wayback Machine.] // Составилъ В. Дурасов. — Ч. I. — Градъ Св. Петра, 1906.
15. ↑  У щоденнику Костянтина Миколайовича від 15 січня 1881 року записано: «Сьогодні моєї солодкої, ненаглядної душки виповнилося 37 років». Душкою великий князь називав свою кохану Анну Кузнєцову.
16. ↑   Сапожников С. А. Потомство великого князя Константина Николаевича (1827—1892) от Анны Васильевны Кузнецовой. // Историческая генеалогия. — Екатеринбург—Париж, 1993. — Вып. 2. — С. 22—27.
17. ↑  У щоденнику Костянтина Миколайовича від 16 січня 1881 року записано: «Сьогодні 6 років з дня смерті нашого бідного Сережки». Також з тексту ясно, що на момент смерті дитині було 6 місяців, і помер він від водянки головного мозку.
18. ↑  С. В. Самовтор «Імена членів Російського імператорського дому на карті Кубані». Архів оригіналу за 31 жовтня 2011. Процитовано 9 квітня 2021.